# Protognatozaur
Protognatozaur (Protognathosaurus oxyodon) – zauropod z rodziny cetiozaurów (Cetiosauridae).
Żył w epoce środkowej jury (ok. 169-159 mln lat temu) na terenach wschodniej Azji. Długość ciała ok. 18 m, wysokość ok. 5 m, masa ok. 30 t. Jego szczątki znaleziono w Chinach (w prowincji Syczuan), w skałach formacji Shaximiao.
Opisany na podstawie szczęki, która wykazuje podobieństwa do szczęki cetiozaura.